# Рябинин, Анатолий Николаевич
Анато́лий Никола́евич Ряби́нин (30 мая [11 июня] 1874, Муром, Владимирская губерния — 12 февраля 1942, Ленинград) — русский и советский учёный-геолог, палеонтолог, директор Геолкома (1921—1923), профессор, доктор геолого-минералогических наук. Председатель Российского палеонтологического общества (1940—1942).

## Биография
Родился 11 июня 1874 года в городе Муроме (Владимирская губерния) в купеческой семье.
Окончил Муромское реальное училище (1892) и в том же году стал студентом Горного института в Санкт-Петербурге, где в 1897 году получил диплом горного инженера.
Вёл поисково-разведочные работы на нефть и серебро-свинцовые руды Кавказа (1903, 1916, 1918), железные руды Владимирской губернии (1917), месторождения меди и свинца в Киргизии (1917). Провёл детальное изучение геологии Соликамского района Пермской губернии и дал прогноз на перспективность этого региона (1919, 1920).
За участие в революционной деятельности дважды был арестован (1896, 1900), в 1897—1905 годах находился в ссылке в Нолинске и Вятке.
В 1905 году получил разрешение вернуться в Санкт-Петербург и заниматься научной и преподавательской деятельностью.
Состоял сотрудником Геологического комитета (Геолкома) с 1901 года, в 1908—1913 годах был помощником геолога, в 1913—1942 годах — геолог, старший геолог. В 1918 году был избран вице-директором Геолкома, руководил Московским отделением. С 1921 по 1923 годы — директор Геолкома.
В 1906 году был избран членом Императорского Санкт-Петербургского минералогического общества. Один из основателей Российского палеонтологического общества (1916), был избран его председателем в 1940—1942 годах.
Состоял членом Московского общества испытателей природы с 1920 года, а в 1929 году вошёл в Совет Российского минералогического общества.
В 1914—1917 годах читал лекции по исторической геологии на Высших курсах Лесгафта.
В 1919—1922 годах — профессор кафедры палеонтологии в Московской горной академии.
В 1921 году получил должность профессора палеонтологии Горного института в Петрограде и до конца жизни работал там.
В 1929—1941 годах — заведующий кафедрой Ленинградского горного института им. Г. В. Плеханова.
В 1935 году — присвоено учёное звание доктора геолого-минералогических наук.
Один из ведущих экспертов в строительстве инженерно-гидротехнических сооружений (железнодорожная магистраль на Кавказе, Турксиб). Имел большой опыт гидрогеологических изысканий в разных регионах России.
Умер от голода в блокадном Ленинграде 12 февраля 1942 года. Похоронен на Серафимовском кладбище.

## Научная деятельность
Научное мировоззрение А. Н. Рябинина в студенческие годы формировалось под влиянием выдающихся учёных-естествоиспытателей — биолога П. Ф. Лесгафта, геолога и географа И. В. Мушкетова, геолога и петрографа А. П. Карпинского, палеонтолога И. И. Лагузена. Он постоянно получал поддержку Ф. Н. Чернышёва, выпускников Горного института — известных учёных В. Н. Вебера, А. М. Терпигорева, Н. Н. Яковлева.
Главными направлениями научных исследований были гидрогеология, поиск и разведка полезных ископаемых и палеонтология.
Первые публикации А. Н. Рябинина посвящены геологическим исследованиям на Кавказе и гидрогеологическим изысканиям в Вятской губернии.
Основным направлением его дальнейших работ было изучение позвоночных, он основал науку о динозаврах и реставрировал полный скелет громадного утконосого ящера.
Особая заслуга состоит в открытии и описании местонахождения динозавров — на Дальнем Востоке, в Средней Азии, на севере Европейской России. В частности им были впервые обнаружены остатки ветлугазавра, которому он дал название по протекавшей рядом с местом обнаружения реке. Палеонтологические определения А. Н. Рябинина сыграли важную роль в стратиграфии палеозоя, мезозоя и кайнозоя.

## Революционная деятельность
Активный участник революционной деятельности в конце XIX — начале XX веков. За связь с «Союзом борьбы за освобождение рабочего класса» дважды был арестован (1896, 1900), а в 1897—1905 годах находился в ссылке: сначала в Тифлисе, затем в Вятке.
Работал вместе с видными большевиками — соратниками В. И. Ленина. Состоял в руководящем центре «Кохомского рабочего союза». В бытность студентом Горного института вместе с Н. К. Крупской вёл работу в Обуховской вечерне-воскресной школе, был тесно связан с «Союзом борьбы за освобождение рабочего класса». В декабре 1895 года после ареста центра «Союза» принял на себя работу по продолжению его деятельности. Выполнял ответственные поручения Ленина в Швейцарии, состоял в редколлегии «Правды».

## Общественная работа
Депутат Ленинградского Совета рабочих, крестьянских и красноармейских депутатов XII созыва (1929—1930).

## Литературная деятельность
Будучи широко образованным и разносторонне одарённым человеком, участвовал в изданных поэтических сборниках, очерках по истории Горного института, воспоминаниях о жизни и деятельности известных современников.
В 1918 году в Петрограде вышла книга оригинальных стихотворений и поэтических переводов Рябинина «После грозы», все переводы в ней датированы 1901—1907 годами, местами их создания указаны Петербург, Нолинск, Тифлис. В книге представлены переводы из Гюго, Теннисона, Лонгфелло, Ленау, перевод стихотворения датского символиста Хельге Роде.
Сотрудничал в литературных журналах «Аргонавты», «Закавказский вестник», «Русское богатство», «Тропинка», «Детский отдых».
В совершенстве знал ряд европейских языков и внёс весомый вклад в популяризацию науки. Под его редакцией вышел фундаментальный труд Л. Жубена «Жизнь в океанах» (в 1919 году), а также «Основы палеонтологии» К. Циттеля.

## Семья
Отец — Николай Алексеевич Рябинин купец второй гильдии,
Мать — Мария Васильевна Суздальцева, дочерь почетного гражданина г. Муром, Владимирской губернии.
- Брат — Константин Николаевич Рябинин (1877—1956) — врач, участник тибетской экспедиции Н. К. Рериха[11].
- Брат — Валериан Николаевич Рябинин (1880—1960) — геолог и палеонтолог, профессор Всесоюзного нефтяного научно-исследовательского геологоразведочного института (ВНИГРИ)[12].

## Память
- Род рептилий рябининус описан и назван А. Н. Рябининым.
- Riabininohadros («гадрозавр Рябинина») - описан  А. Н. Рябининым и назван в его честь.
- Научная сессия памяти А. Н. Рябинина «К 100-летию исследований динозавровой фауны Приамурья» состоялась 17-18 декабря 2015 года в Благовещенске[13].